# Bataille de Wangen
Guerre entre frères mérovingiens
La bataille de Wangen est un conflit opposant les Alamans au royaume de Bourgogne en 610 dans le cadre de la guerre entre frères mérovingiens. Les troupes du royaume de Bourgogne de Thierry II furent vaincues par les Alamans de Thibert II après que ceux-ci eurent dévasté la ville d'Avenches.

## Localisation
Le lieu exact de l'affrontement n'est pas clairement établi par les historiens : pour certains, Wangas serait l'actuel Wangen an der Aare. D'autres pensent qu'il s'agit de Niederwangen à Köniz près de Berne en raison de la présence de sépultures de combattants remontant à cette époque.